# الجامعة التونسية للدراجات
الجامعة التونسية للدراجات (بالفرنسية: Fédération tunisienne de cyclisme واختصارا FTC)‏ هي اتحاد رياضي تونسي مكلف بتنظيم مجال رياضة سباق الدراجات الهوائية بأنواعها في تونس: سباق الدراجات على الطريق، دراجة جبلية، سباق الدراجات على المضمار، سيكلو كروس، بي إم إكس، ركوب الدراجات في الأماكن المغلقة، سباق الدراجات لذوي الاحتياجات الخاصة، بولو الدراجات الهوائية.

الجامعة التونسية للدراجات هي عضو في الاتحاد الدولي للدراجات والاتحاد الأفريقي للدراجات والاتحاد العربي للدراجات.

## منافسات
تشرف الجامعة على العديد من المنافسات منها:
- طواف تونس (منذ 1953).
- جائزة مدينة تونس الكبرى (2007-2008).
- بطولة تونس للدراجات

## الرؤساء
- 1956 - 1966: محمد صالح القرقني.
- 1966 - 1970: العربي بالحاج صادق.
- 1970 - 1974: محمد علي الخنيسي.
- 1974 - 1984: رابح رشدي.
- 1984 - 1986: سالم عزوز.
- 1986 - 1988: أحمد الجمالي.
- 1988 - 1997: سالم عزوز.
- 1997 - 2001: رابح رشدي.
- 2001 - 2011: جمال الوافي.
- 2011 - 2014: أنور قلص.
- 2014 - الآن: نوفل المرشاوي.